# Carl Malmén

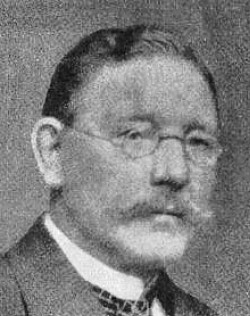
Carl Malmén.

Carl Malmén, född 3 oktober 1862 i Estuna socken, död 15 augusti 1928, var en svensk kommerseråd och donator samt grundare av den Malménska studiefonden som förvaltas sedan 1928 av Uppsala universitet.

## Biografi
Malmén var son till lantbrukaren Matts Mattsson. Han studerade vid Uppsala universitet fram till 1881, tog hovrättsexamen 1884 och blev vice häradshövding 1889. Mellan 1890 och 1897 var han auditör vid Södermanlands regemente och 1893 sekreterare i Kommerskollegium. Han blev chef för kollegii sjöfartsbyrå 1904 och mellan 1917 och 1920 var han ordförande i kommittén för revisionen av lotsförfattningarna. Han blev känt för sitt omfattande arbete inom sjöfartsmätningen och sjöfartssäkerheten. Han utgav en handbok om sjöfartssäkerhet och en om fartygsregistrering. 
Sedan år 1900 var han ägare till egendomen Norra Malma belägen vid sjön Erken cirka tio kilometer norr om Norrtälje. För att undersöka det rikliga kräftbeståndet i sjön inrättade han den Malménska studiefonden, från den forskare och doktorander som studerar sjön Erkens ekosystem, fortfarande idag kan söka medel årligen, ända fram till år 2050. Stiftelsen tillkom genom testamentariskt förordnande den 5 mars 1923, enligt vilket Uppsala universitet efter Malméns död erhöll äganderätten till Norr Malma egendom. Därtill kom 3 000 kronor kontant. Ursprungligt värde var 72 000 kronor. Efter Malméns bortgång 1928 mottog universitetet stiftelsen till förvaltning.
I Svenska Dagbladets dödsruna kunde man läsa: ”En ämbetsman av gamla stammen, med starkt sinne för formerna och djupt intresserad av sitt arbete. En originell personlighet tillika gick med honom ur tiden.”